# 1993年德黑蘭空中相撞事件
1993年德黑蘭空中相撞事件是伊朗航空一架圖-154航班與伊朗空軍Su-24戰鬥轟炸機於1993年2月8日相撞，133人喪生。